# سكوت ليندسي
سكوت ليندسي (بالإنجليزية: Scott Lindsey)‏ (4 مايو 1972 بوالسال في المملكة المتحدة - ) هو مدرب كرة قدم ولاعب كرة قدم بريطاني في مركز الوسط. لعب مع إبسفليت يونايتد وسكونثورب يونايتد ونادي بيرتن ألبيون ونادي غيلينغهام وميدستون يونايتد وستافورد رينجرز وSutton Coldfield Town F.C. ‏ ونادي تاموورث وغولتاون ‏ وكانفي آيلاند ونادي دوفر أتليتيك وAshford Town (Middlesex) F.C. ‏ وبريدلينغتون تاون ‏ وفولكستون إنفيكتا وSittingbourne F.C. ‏ وويلينج يونايتد.

## وصلات خارجية
- سكوت ليندسي على موقع قاعدة بيانات كرة القدم.إي يو (الإنجليزية)
- سكوت ليندسي على موقع Soccerbase.com (لاعب) (الإنجليزية)
- سكوت ليندسي على موقع Soccerbase.com (لاعب) (الإنجليزية)
- سكوت ليندسي على موقع Soccerbase.com (مدرب) (الإنجليزية)
- سكوت ليندسي على موقع Soccerway.com (الإنجليزية)